# 페르 보르텐

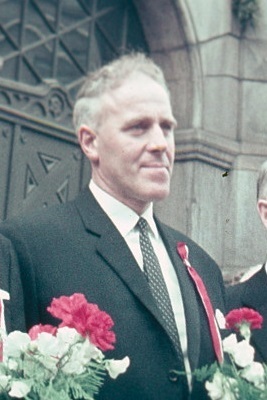
페르 보르텐

페르 보르텐(노르웨이어: Per Borten, 1913년 4월 3일 ~ 2005년 1월 20일)은 노르웨이의 정치인이다. 소속 정당은 중앙당이다.

## 생애
쇠르트뢰넬라그주에 위치한 플로(Flå) 출신이며 1939년에는 노르웨이 농업대학교(현재의 노르웨이 생명과학대학교)를 졸업했다. 1945년부터 1955년까지 플로 시장을 역임했고 1950년 1월 1일부터 1977년 9월 30일까지 노르웨이 의회 쇠르트뢰넬라그 주 대표 의원을 역임했다.
1955년부터 1967년까지 중앙당 대표를 역임했으며 1965년 10월 12일부터 1971년 3월 16일까지 노르웨이의 총리를 역임했다. 노르웨이의 유럽 경제 공동체 가입 협상이 진행되던 동안에는 노르웨이의 유럽 경제 공동체 가입에 반대하는 입장을 표명했다.